# Universidade de Massachusetts
A Universidade de Massachusetts, apelidada oficialmente de UMass, é uma universidade estadunidense que consiste em cinco campi situados no estado de Massachusetts.
Ela atende 60 mil estudantes e emprega 14 mil pessoas. Os cinco campi desta universidade chamam-se UMass Amherst (na cidade de Amherst), UMass Boston (na cidade de Boston), UMass Dartmouth (na cidade de Dartmouth), UMass Lowell (na cidade de Lowell) e UMass Medical School (na cidade de Worcester). Ela também possui uma escola online denominada UMassOnline.